# Орзо
Орзо, също ризони / risoni (от ориз, или критараки), е късо нарязани тестени изделия, оформени с вид на голямо зърно от ориз.

## Употреба
Орзото може да се сервира самостоятелно; като супа; като част от салата, или гарнитура. Орзото може да бъде оцветено с шафран, с люти чушки или черен боб, за да се получат съответно жълти, оранжеви или черни тестени изделия. Цветът на орзото се откроява, ако е смесен с други цветове или бял ориз, например в бял оризов пилаф с оранжево орзо.

## Подобни продукти
Орзото е по същество идентично с продукта наричан на гръцки: κριθαράκι (kritharáki, „ечемиче“) на турски: arpa şehriye („ечемичена юфка“) и на арабски: لسان العصفور (lisān al-ṣuṣfūr, „птичи езичета“) в арабската кухня. В Испания еквивалентното тестено изделие се нарича на испански: piñones (пиньонес). Объркването може да възникне от факта, че пиньонес е също така испанската дума за кедрови ядки. Птитим са подобни, но обикновено са сферични или сфероидни, а не зърнести.

## Приготвяне
Орзото често се вари в италиански супи, като минестроне. Също се приготвя варено и леко пържено като ризото.
|  | Тази страница частично или изцяло представлява превод на страницата Orzo в Уикипедия на английски. Оригиналният текст, както и този превод, са защитени от Лиценза „Криейтив Комънс – Признание – Споделяне на споделеното“, а за съдържание, създадено преди юни 2009 година – от Лиценза за свободна документация на ГНУ. Прегледайте историята на редакциите на оригиналната страница, както и на преводната страница, за да видите списъка на съавторите. ВАЖНО: Този шаблон се отнася единствено до авторските права върху съдържанието на статията. Добавянето му не отменя изискването да се посочват конкретни източници на твърденията, които да бъдат благонадеждни. |